# Laura Amy Schlitz
Laura Amy Schlitz (Baltimora, 28 maggio 1955) è una scrittrice statunitense di libri per ragazzi.

## Biografia
Nata nel 1955 a Baltimora, vi risiede lavorando come bibliotecaria e cantastorie alla Park School di Brooklandville.
Laureata al Goucher college di Towson nel 1977 in Estetica, ha esordito nel 1994 con A Gypsy at Almack's, romanzo storico rosa pubblicato con il nom de plume di Chloe Cheshire.
Il 2006 è stato l'anno del suo vero ingresso nella narrativa per ragazzi con il romanzo storico A Drowned Maiden's Hair e il biografico The Hero Schliemann: the dreamer who dug for Troy sull'archeologo Heinrich Schliemann, al quale hanno fatto seguito altre 6 opere.
Tra i riconoscimenti letterari ottenuti si ricorda la Medaglia Newbery ottenuta nel 2008 con Good Masters! Sweet Ladies! Voices from a Medieval Village.

## Opere principali

### Romanzi
- A Drowned Maiden's Hair: A Melodrama (2006)
- The Bearskinner: a tale of the Brothers Grimm (2007)
- Good Masters! Sweet Ladies!Good Masters! Sweet Ladies! Voices from a Medieval Village (2007)
- The Night Fairy (2010)
- Incantesimo di fuoco (Splendors and Glooms, 2012), Milano-Firenze, Giunti, 2013 traduzione di Sara Reggiani ISBN 978-88-09-78648-6.
- The Hired Girl (2015)
- Princess Cora and the Crocodile (2017)

### Biografie
- The Hero Schliemann: the dreamer who dug for Troy (2006)

### Opere scritte con lo pseudonimo di Chloe Cheshire
- A Gypsy at Almack's (1994)

## Premi e riconoscimenti
- Cybils Award: 2006 vincitrice con A Drowned Maiden's Hair: A Melodrama
- Medaglia Newbery: 2008 vincitrice con Good Masters! Sweet Ladies! Voices from a Medieval Village e 2013 finalista con Incantesimo di fuoco
- Scott O'Dell Award for Historical Fiction: 2016 vincitrice con The Hired Girl
- Sydney Taylor Book Award: 2016 vincitrice con The Hired Girl
- National Jewish Book Award: 2016 vincitrice con The Hired Girl